# 京夫
京夫（1942年—2008年），原名郭景富，中国当代著名作家，陕西省商洛市商州区人。中国作家协会会员、陕西省作家协会专业作家。文学创作一级，享受国务院专家津贴，陕西省有突出贡献专家。

## 主要作品

### 长篇小说
- 《新女》
- 《文化层》
- 《八里情仇》
- 《红娘》
- 《鹿鸣》

### 中短篇小说集
- 《深深的脚印》
- 《京夫小说精选》
- 《天书》

### 散文集
- 《海贝》

### 其他
- 当代白话本《西游记》(改译)

## 作品获奖情况
- 短篇小说《手杖》获1980年全国优秀短篇小说奖；
- 《娘》获1981年“当代文学奖”；
- 《人的正名》获“中国潮”报告文学奖；
- 《在治安办公室里》获金盾文学奖；
- 《没有野兽出没的地方》获林业部“绿叶文学奖”。